# Petalocephala nigrilinea
Petalocephala nigrilinea är en insektsart som beskrevs av Walker 1857. Petalocephala nigrilinea ingår i släktet Petalocephala och familjen dvärgstritar. Inga underarter finns listade i Catalogue of Life.